# Nelson (Kanada)
Nelson – miasto w Kanadzie, w prowincji Kolumbia Brytyjska.